# طقسوس هونويلياني
طقسوس هونويلياني (الاسم العلمي: Taxus x hunnewelliana) هو نوع هجين غير مؤكد من النباتات يتبع جنس الطقسوس من الفصيلة الطقسوسية.